# ウィリアム・ヘンリー・ポープ (カナダの政治家)
ウィリアム・ヘンリー・ポープ（William Henry Pope、1825年 - 1879年）は、カナダの弁護士、政治家、判事で、「連邦結成の父祖 (Fathers of Confederation)」と称される人々のひとり。
ポープは、プリンスエドワード島のベデク（Bedeque、後のセントラル・ベデク）で、父ジョセフ・ポープと母ルーシー・コレッジ (Lucy Colledge) の間に生まれた。イングランドで教育を受けた後、シャーロットタウンに戻り、エドワード・パーマーの事務所に入って法律を学び、1847年に弁護士になった。その後、1859年から1872年にかけて、プリンスエドワード島の代表的なトーリー系の新聞『The Islander』の編集長を務め、その在職中の1863年に政界入りした。
1859年には、立法府の一員でなかったにもかかわらずプリンスエドワード島植民地の植民地長官 (Colonial Secretary) に指名されたが、これは行政の長に公務員を起用するという統治形態の実験として行われたものであった。1863年に、ベルファスト選挙区 (the constituency of Belfast) から選出されてポープが議員となった後も、彼は長官の職にとどまった。彼は1864年のシャーロットタウン会議の主催者側のひとりであった。
ポープは、カナダ連邦結成の熱心な支持者であり、1864年に当時のプリンスエドワード島植民地政府が連邦への参加を拒んだときには、その内閣から辞任し、以降も引き続き連邦結成を支持し続けた。ポープの弟であるジェームズ・コレッジ・ポープがプリンスエドワード島植民地政府首相であった1873年に、プリンスエドワード島の自治領カナダへの参加が達成されると、ウィリアム・ヘンリー・ポープ'は郡裁判所判事に任じられた。
ポープの邸宅であったアードゴーワンは、1966年にカナダ国定史跡に指定された。シャーロットタウン会議の期間中、ポープ家はジョージ・ブラウンの宿舎として使用され、また会議参加者たちの昼食会場にもなった。